# Pulo Kedep
Pulo Kedep is een bestuurslaag in het regentschap Subulussalam van de provincie Atjeh, Indonesië. Pulo Kedep telt 1186 inwoners (volkstelling 2010).